# Tampa Bay

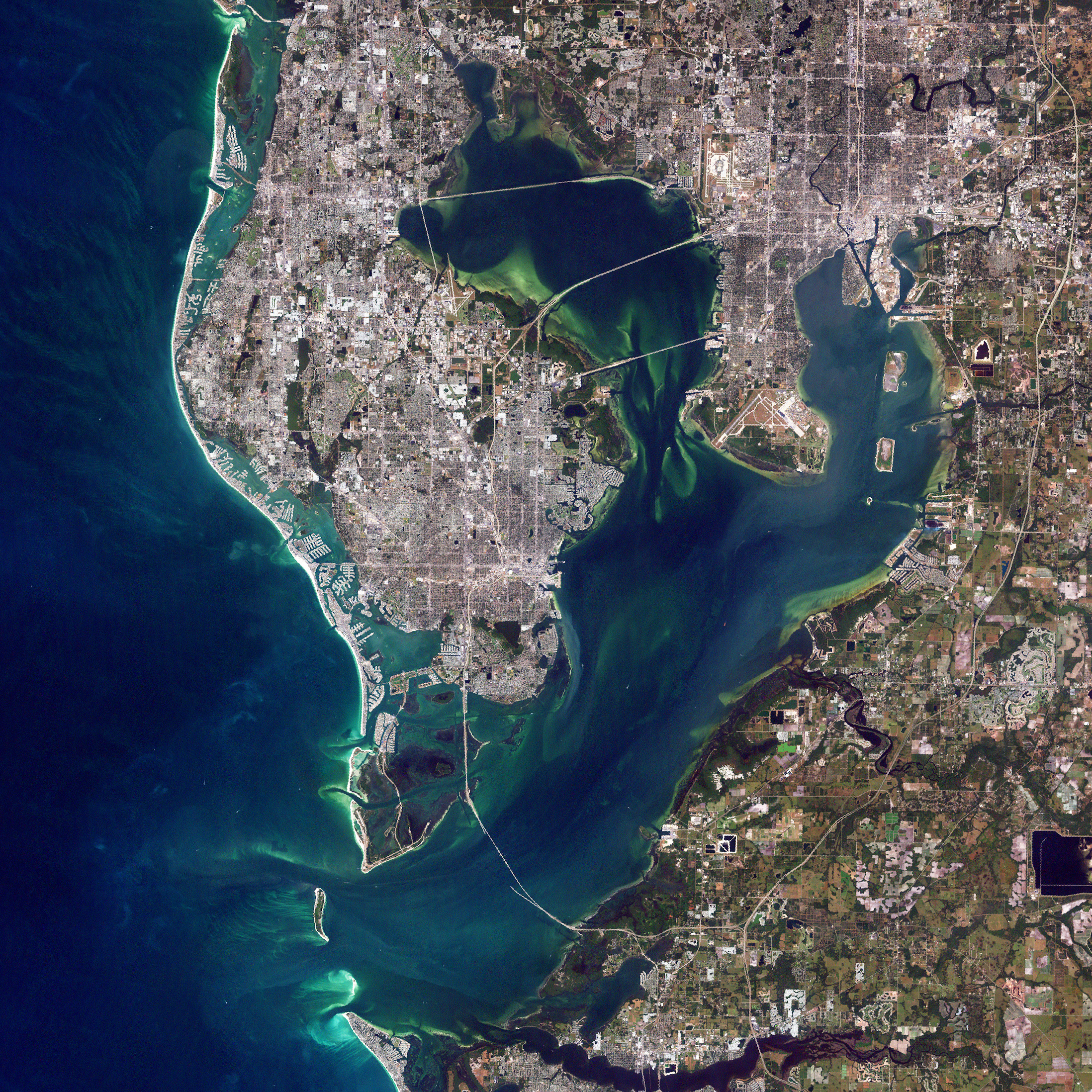
Satellitbild över Tampa Bay från 2000.

Tampa Bay är en naturhamn och estuarium längs med Mexikanska golfen på Floridas västkust i USA. Tampa Bay ingår i storstadsområdet Tampa Bay-området (Tampa Bay Area).
Tampa Bay är känt för dess varma havsvatten i Mexikanska golfen.
Runt Tampa Bay finns det tre större städer, Tampa, St. Petersburg och Clearwater.
Från Tampa Bay-området kommer flera idrottsklubbar:
- Tampa Bay Rays, baseboll (St. Petersburg)
- Tampa Bay Buccaneers, amerikansk fotboll (Tampa)
- Tampa Bay Lightning, ishockey (Tampa)